# Alexander Wassiljewitsch Kusnezow
Alexander Wassiljewitsch Kusnezow (russisch Александр Васильевич Кузнецов; * 5. Septemberjul. / 17. September 1874greg. in St. Petersburg; † 2. Januar 1954 in Moskau) war ein russischer Architekt, Unternehmer und Hochschullehrer.

## Leben
Kusnezow studierte am St. Petersburger Institut für Zivilingenieure mit Abschluss 1896 und anschließend an der Königlich Technischen Hochschule zu Berlin. Er arbeitete dann in Moskau als Assistent Lew Nikolajewitsch Kekuschews und ab 1899 als Assistent Fjodor Ossipowitsch Schechtels. Kusnezows erstes Projekt war die Mariä-Entschlafens-Kirche der Altgläubigen in Biala Kiernica (1900–1903). Er baute 1905–1906 unter Nutzung eines ursprünglichen Entwurfs von William Walcot das Haus der Polytechnischen Gesellschaft am Moskauer Maly Charitonjewski Pereulok 6. 1906 folgte die Wosskressenski-Realschule (Uliza Mjassnizkaja 43, Moskau).
Ab 1907 lehrte Kusnezow als Professor an der Moskauer Technischen Hochschule, in der er zusammen mit Wiktor Alexandrowitsch Wesnin die Architektur-Abteilung (später Fakultät) gründete. Er entwickelte einen eigenen Baustil zwischen Neoklassizismus und Expressionismus unter Verwendung von Stahlbeton, Metallkonstruktionen und Glasbausteinen, der als Stahlbeton-Moderne bekannt wurde. 1908 baute er in Bogorodsk das Mädchengymnasium  und die Neue Webereifabrik. In Moskau an der Uliza Roschdestwenka baute er 1912–1914 das Werkstättengebäude der Kaiserlichen Stroganow-Schule für Kunst und Industrie (jetzt Moskauer Architektur-Institut). 1915 erwarb er eine alte Villa (Manssurowski Pereulok 11, Moskau), die er sich dann umbaute.
Für den Bau einer Automobilfabrik schlossen sich Kusnezow und die Unternehmer-Brüder Sergei, Wladimir und Stepan Pawlowitsch Rjabuschinski zusammen und eröffneten die Firma Kusnezow, Rjabuschinski, der sich der Unternehmer Nikolai Alexandrowitsch Wtorow anschloss. Im Februar 1916 beauftragte die Militärtechnik-Hauptverwaltung Kusnezow, Rjabuschinski & Co. mit dem Bau einer Automobilfabrik und der Lieferung von 1500 Automobilen bei einer Gesamtauftragssumme von 27 Millionen Rubel. Die Fabrik sollte spätestens im Oktober 1916 fertiggestellt sein, und bis März 1917 sollten mindestens 150 Automobile geliefert sein. Das Unternehmen erhielt den Namen AMO (russisch: Автомобильное московское общество, transliteriert: Awtomobilnoje Moskowskoje Obschtschestwo, deutsch: Moskauer Automobilgesellschaft). Die Brüder Rjabuschinski schlossen mit Fiat einen Lizenzvertrag für den Bau des leichten Militärlastwagens Fiat 15. Das Werk wurde auf der Tjufelewa Roschtscha im Moskauer Süden unter der Leitung von Kusnezow und Artur Ferdinandowitsch Loleit gebaut. Die Gebäudefassaden entwarf Konstantin Stepanowitsch Melnikow. Der erste Direktor war Dmitri Dmitrijewitsch Bondarew.
Nach der Oktoberrevolution war Kusnezow 1923 Chefkonstrukteur der Ersten Allrussischen Ausstellung für Landwirtschaft, Handwerk und Industrie. 1926–1928 leitete er den Bau des  Zentralen Aerohydrodynamischen Instituts (ZAGI) an der Uliza Radio 24 in Moskau, des Moskauer Energetischen Instituts und des Allrussischen Elektrotechnik-Instituts (Uliza Krassnokasarmennaja 12, Moskau) sowie des Moskauer Textilinstituts (Malaja Kaluschskaja Uliza). Er lehrte an der Architektur-Fakultät der WChUTEMAS. Zu seinen Schülern gehörten Iwan Sergejewitsch Nikolajew, Georgi Michailowitsch Orlow und Gennadi Jakowlewitsch Mowtschan.

## Ehrungen
- Orden des Roten Banners der Arbeit (1944)
- Orden des Vaterländischen Krieges II. Klasse (1947)[8]
- Medaille „Für heldenmütige Arbeit im Großen Vaterländischen Krieg 1941–1945“

## Werke

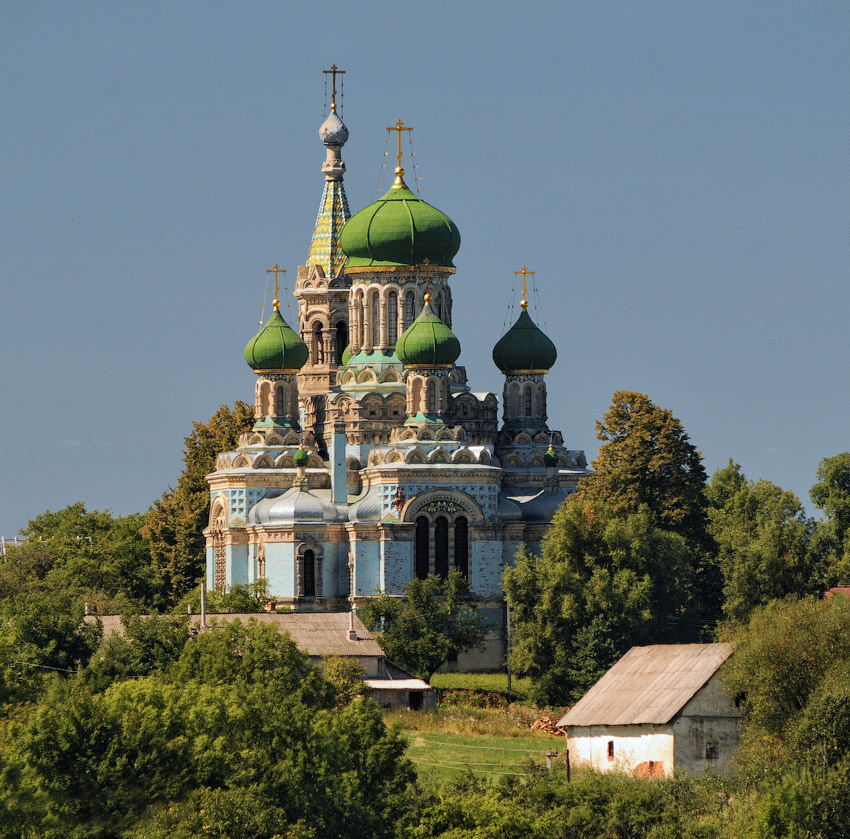
Mariä-Entschlafens-Kirche, Bila Krynyzja
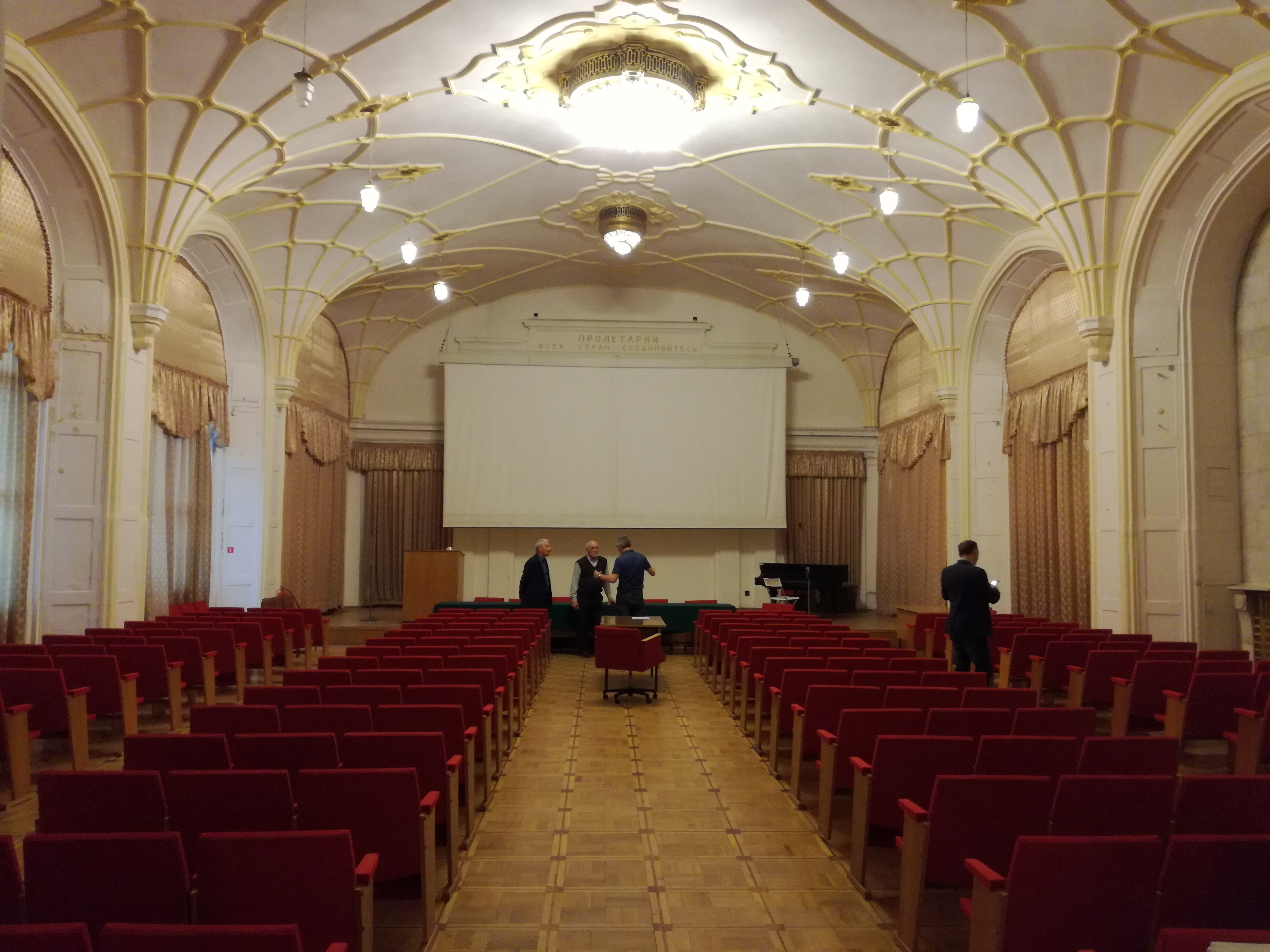
Haus der Polytechnischen Gesellschaft, Moskau
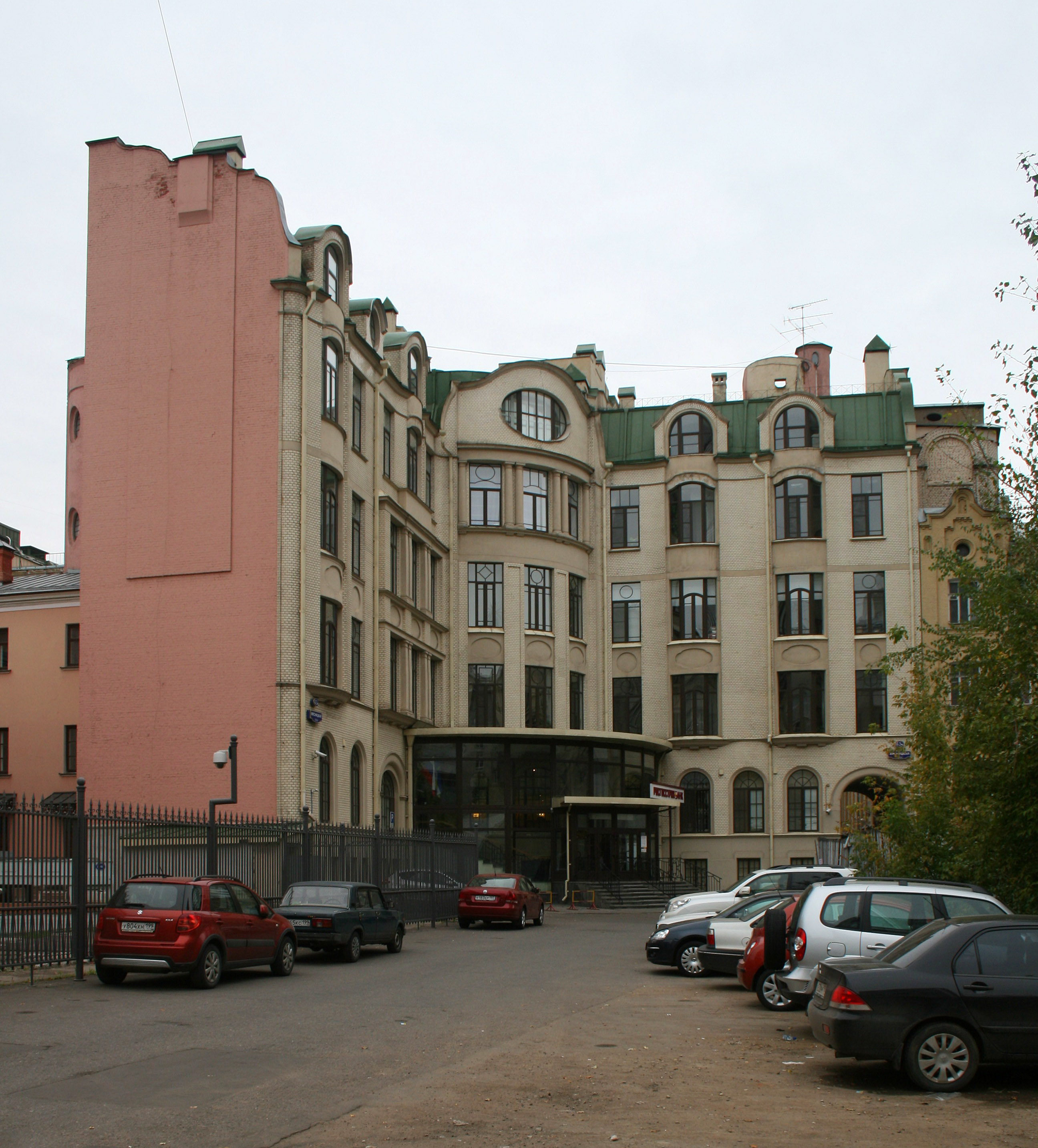
Wosskressenski-Realschule
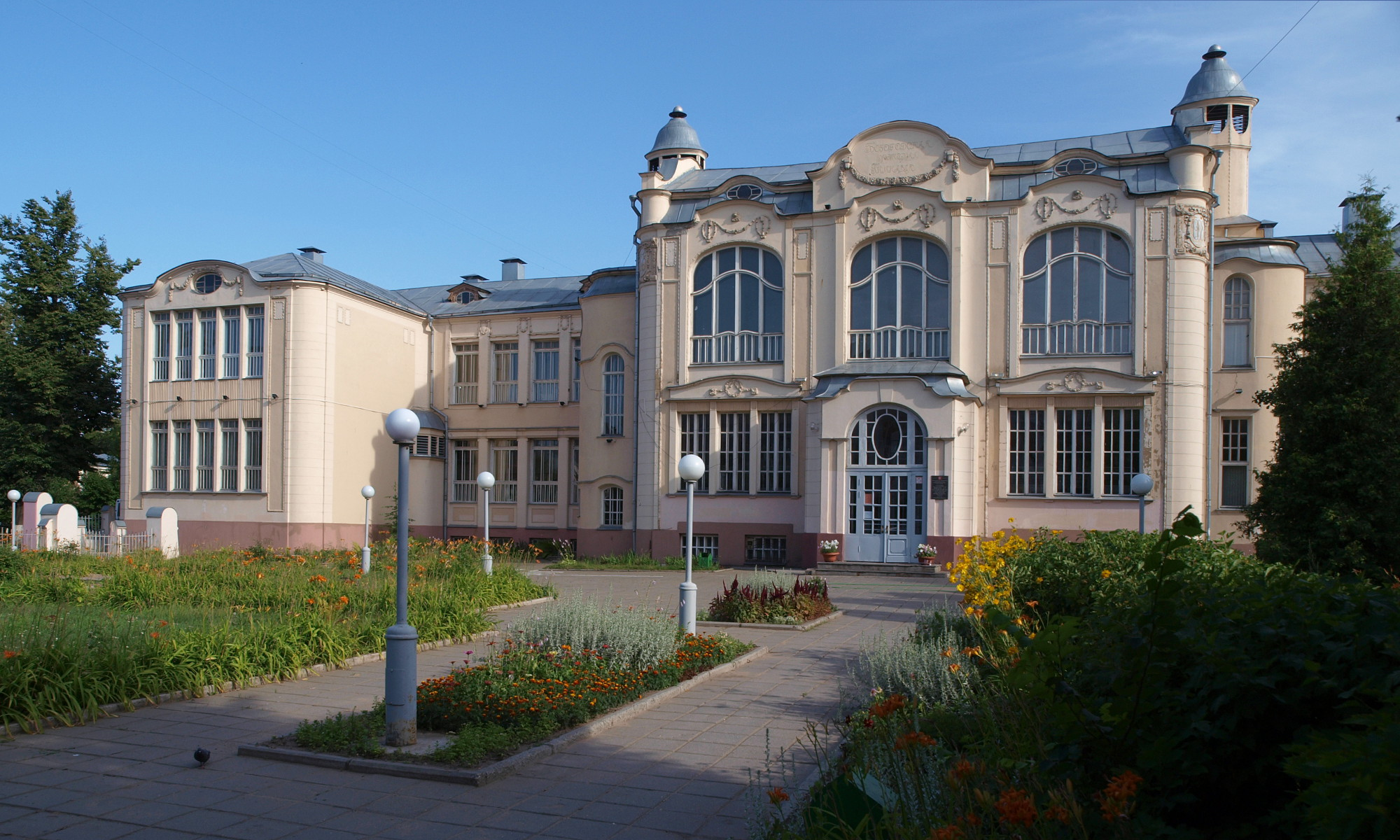
Mädchengymnasium Bogorodsk
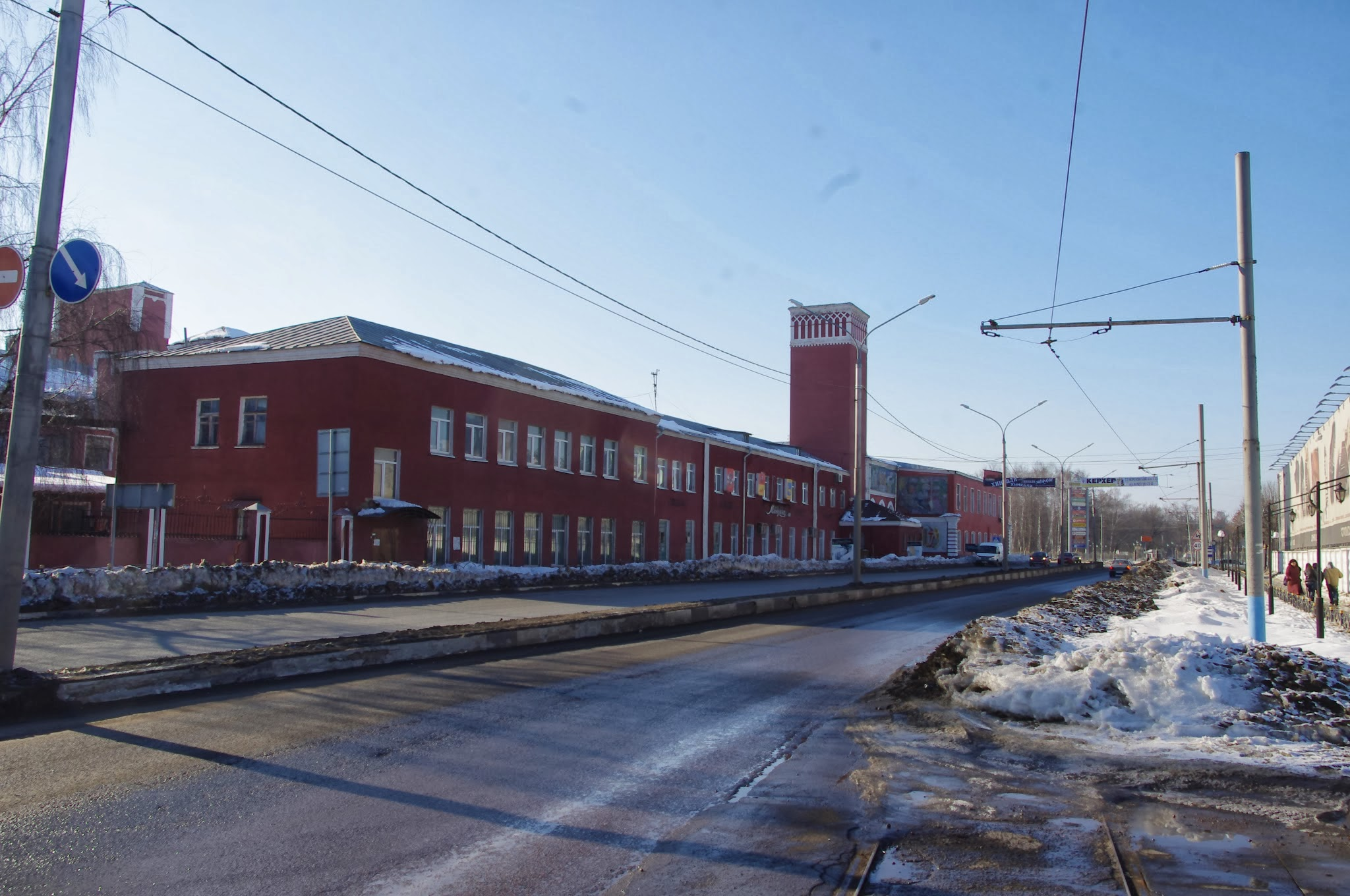
Neue Webereifabrik Bogorodsk
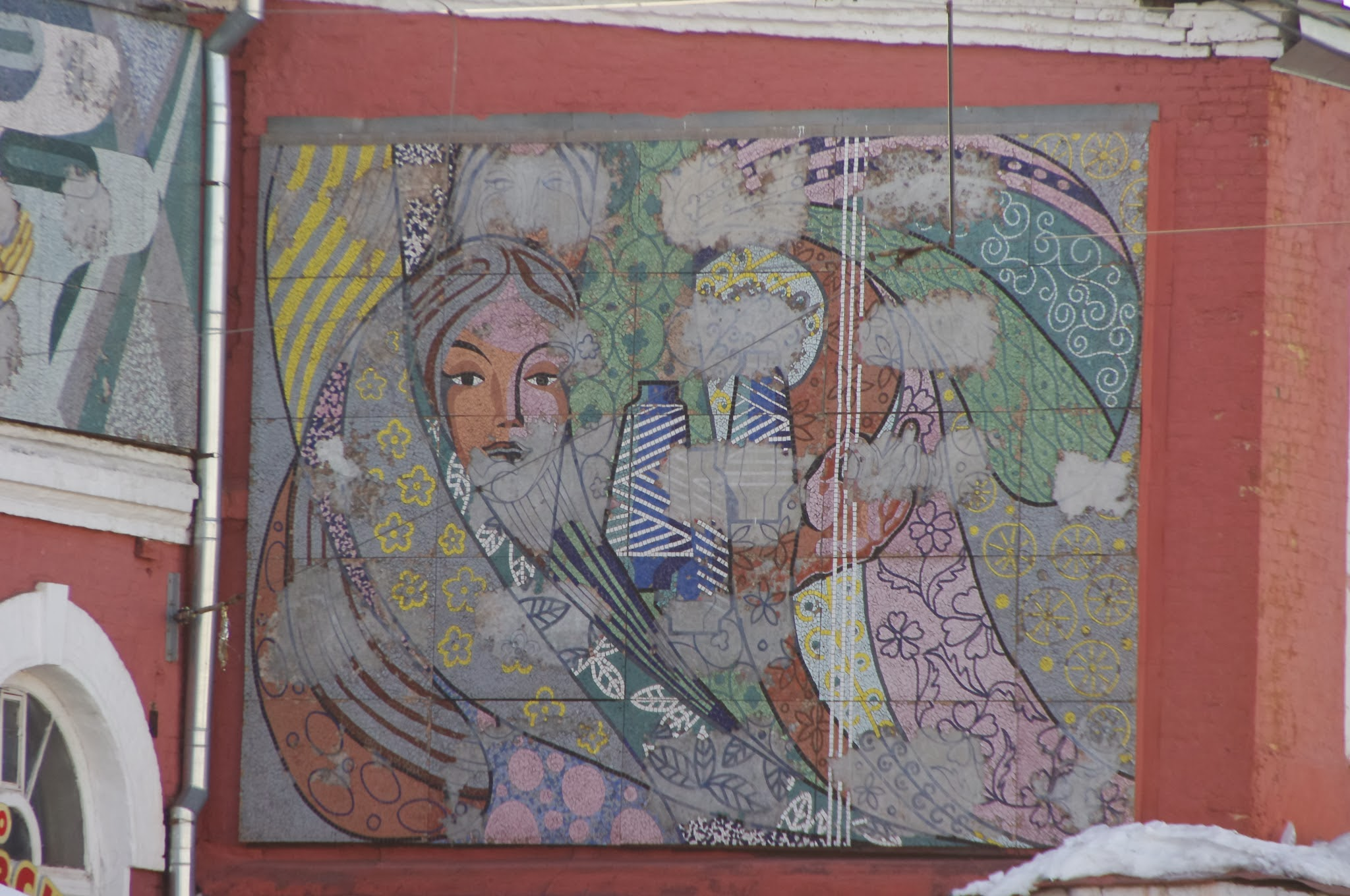
Neue Webereifabrik Bogorodsk
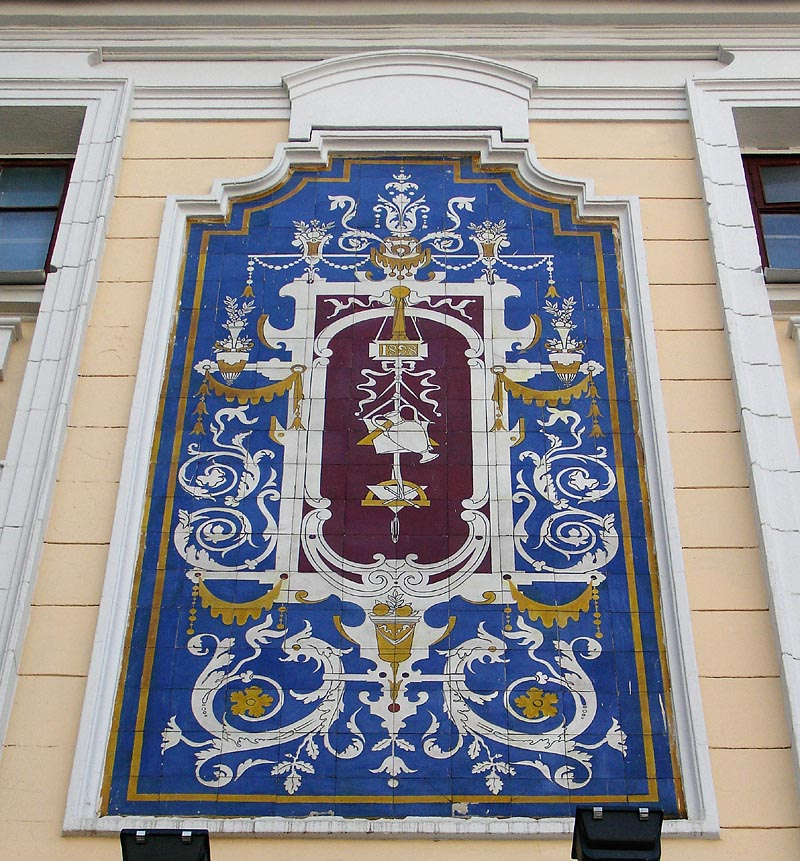
Moskauer Architekturinstitut
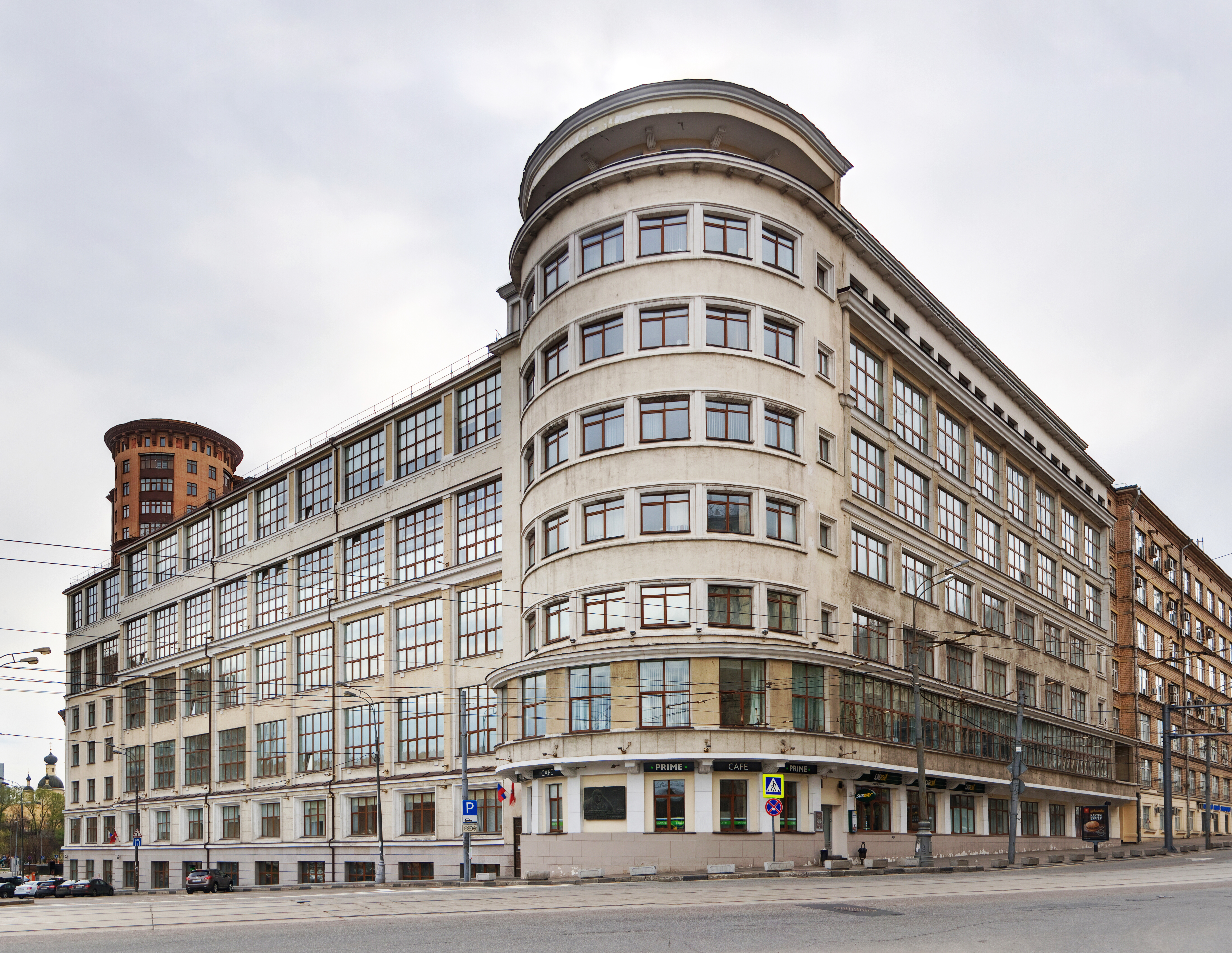
ZAGI, Moskau
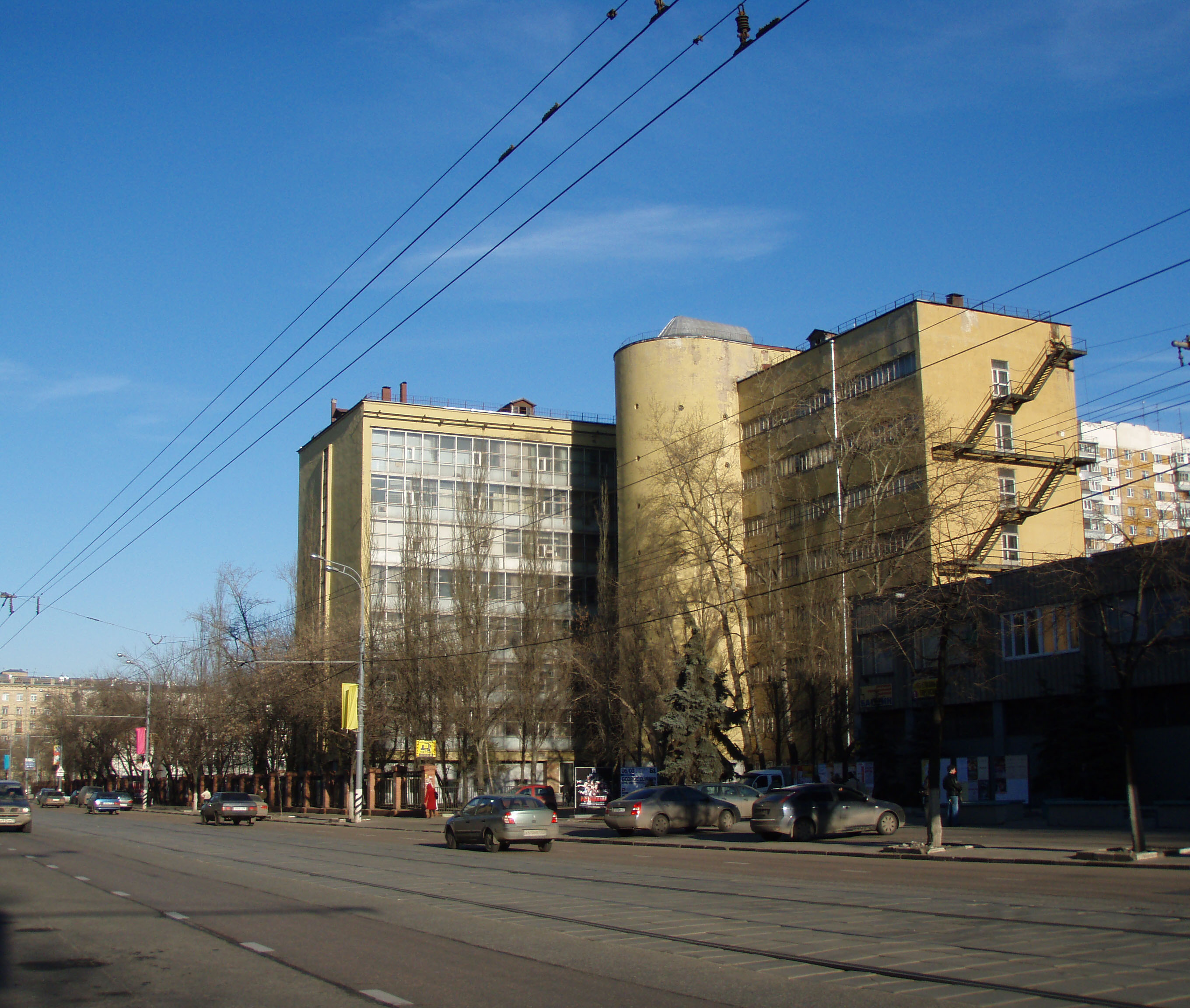
Allrussisches Elektrotechnik-Institut, Moskau